# EFV
EFV（遠征戦闘車：Expeditionary Fighting Vehicle）は、アメリカ合衆国で開発されていた次世代水陸両用強襲装甲戦闘車両である。

## 概要
AAV7水陸両用装甲兵員輸送車の後継車両として設計開発され、主力戦車のM1エイブラムスと同等以上の陸上機動性を備えている。
アメリカ海兵隊では2015年から配備を始める予定であったが、2011年にロバート・ゲーツ国防長官の軍事予算削減の方針により開発中止になった。

## 特徴

### 武装
車体上の中央前寄りに砲塔を持ち、200発/分で発射可能な30mm機関砲（チェーンガン）であるMk 44 ブッシュマスター IIを中心とするMk.46兵器ステーションシステムを搭載している。副武装にM240 7.62mm機関銃も搭載している。

### 装甲
車体前部には、フラップを兼ねた前部装甲板があり、スペースド・アーマーとしての機能が期待できる。
車体側面は多数に分割され、ボルト留めされた装甲板で隙間無く覆われており、その下部は水上航行時の舷側を構成するためにキャタピラの下限近くまで伸びている。
アルミ合金製の車体であるため、耐弾性能は低いとされる。付加装甲の予定は不明であるが、水上航行時には重量物は取り付けられないと予想される。

### 車内配置

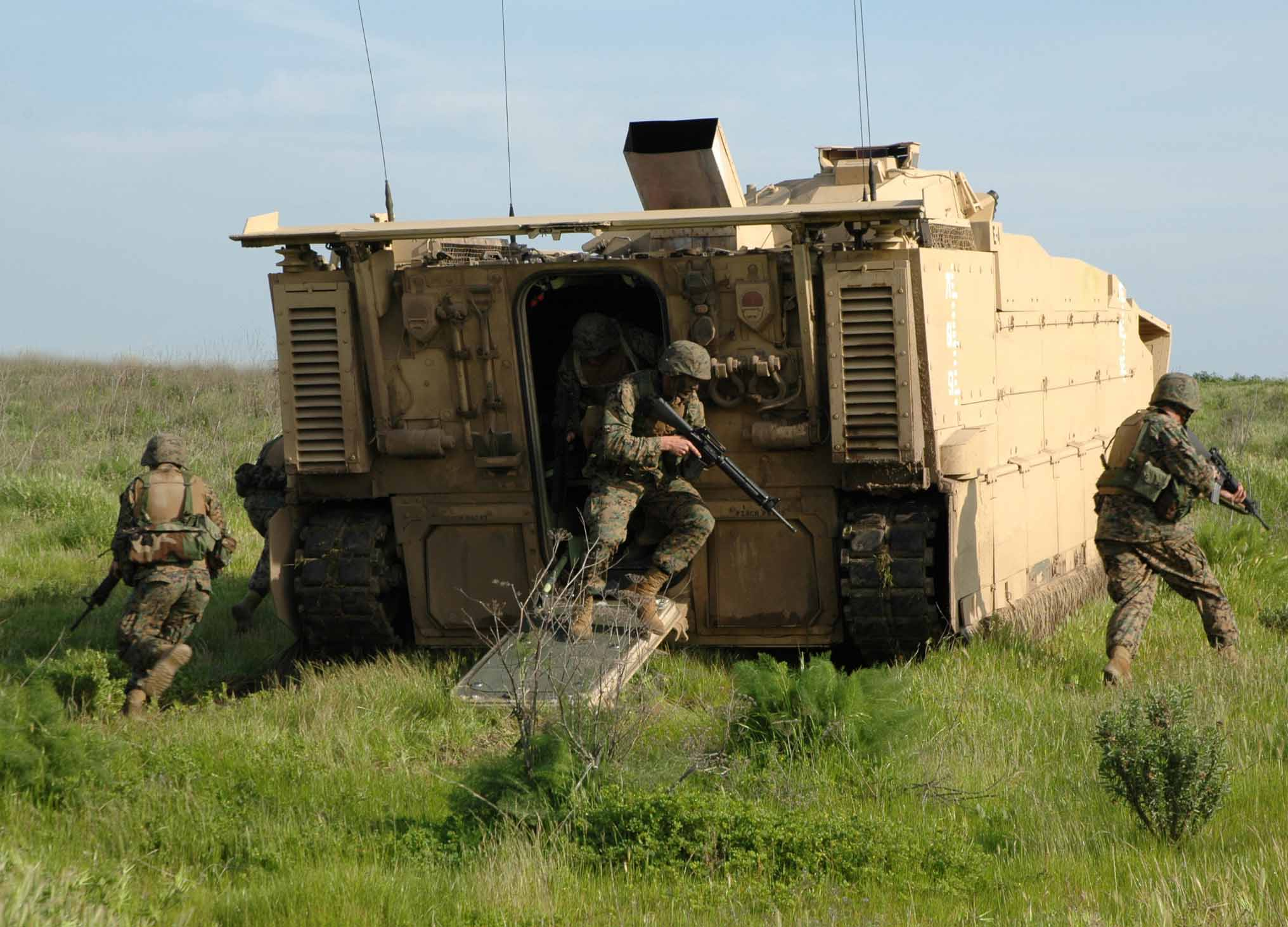
海兵隊員が降車し展開する様子

3名の車輌乗員と17名の兵士を車内に搭乗させて上陸作戦を行える。車長と砲手は砲塔部内、操縦士は最前部左席、兵士指揮官は最前部右席、16名の兵士は機関部側面で後ろ向きと、後部で向かい合わせで座る。
本車の最も問題となるのがエンジンの位置である。主には重量バランスの都合上だと思われるが、車体の中央を大きな機関部が占めており、乗員・兵員はその周りに位置している。どの程度居住性が損なわれるかは不明である。砲塔の後ろに特徴的な排気管が船の煙突のように突き出ている。
後部兵員室の兵士は車体後部の乗降口から出入りすることになる。この肉厚だが大人一人がやっと通り抜けられるほど狭いドアは、油圧または水圧で下を軸に開いて足場を構成するため、上陸地点が水辺や泥質であっても確実なステップとして機能する。

### 操縦システム
本車は地上車両としての操縦の他に、船舶としての操船機能が求められる。地上では多くの目標物が位置を見分ける助けになるが、船では少しの霧でも航法装置がなければ方向すら見失ってしまう。特に水上航行中のペリスコープなどを使った操縦士席からの外部視界は、フラップがさえぎるために肉眼での操船は不可能になる。これを補うためもあり、コンピュータの多機能ディスプレイ（CDP）によってGPSでの自車位置を含む航法情報、敵・味方の情報など各種の情報にアクセスできるため、一人でも簡単に操縦できる。
また、車体左側に備わった上下に伸縮する赤外線映像装置（DTV）によって車外の映像が得られる。

### 水上航行モード

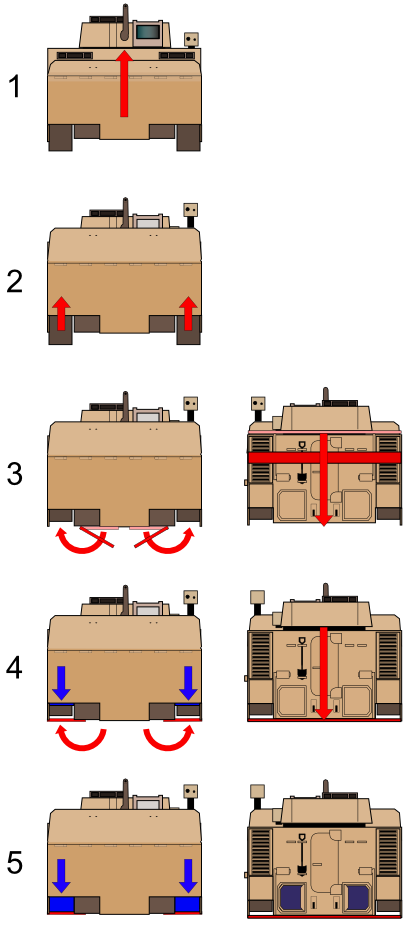
EFVのモード変更
1.前部フラップを前方へ展開
2.前部フラップの展開後、キャタピラの格納
3.底部フラップの展開と後部フラップの移動
4.底部フラップと後部フラップの移動完了後、前部の隙間を埋める
5.ウォータージェットの噴出口が開いて変更完了

陸上または船上から水上航行に移る場合には、まず陸上モードのままで水上に進み出る必要があり、斜路が求められる。水上に浮かんだ姿勢で水上航行モードへの変換が行われる。
本車は水上と陸上での両方で十分な運動性能を満たすために、従来には例のないほど多数の可動部を車体底部周辺に備える。
最も目立つのは前部のフラップである。通常は前部装甲版として車体前部に沿って折り畳まれているフラップも、航行時には前底部のヒンジを軸に前方へ伸ばされ、途中に屈曲のある大きな斜面を構成することでプレーニングに適した「船体形状」を成す。
底部はいくつかの段階を経て形状の変換が行われる。最初に関与するのは最も斬新な技術であるキャタピラ部の格納機構である。車体の左右から下面に突き出ているキャタピラ部は転輪とキャタピラが全て上へと上昇し車体底部より上に位置する。
次に、車体後部上方に跳ね上げられていた後部フラップが後部ドア左右のヒンジを軸に下ろされ、キャタピラ部後ろを含む車体後部の底に平らな面を作り出す。
底部には船で云う竜骨の位置、前後中央線で分割された2枚の大きな底部フラップの板がそれぞれ車体左右の縁を軸に180度回転して、左右の装甲板下端にまで届きキャタピラ部を閉じ込める。これで底部のほとんどが平面となっているが、車体の前部の底ではキャタピラがまだ見えている。このままでは水上を航行する時に大きな抵抗となるため、車体前の底部から曲線を帯びた板が延びてきて前部フラップとキャタピラ部の覆い板とを繋ぐように隙間を塞いでしまう。
普段は閉じているウォータージェット推進システムの噴出口が回転して開き、底部フラップで隠されていた吸水口からいつでも水が取り込める状態となる。
これら一連の「トランスフォーメーション」によって、車体が水上航行モードに変形させて、底面は段差のない平らな面となり、前部のフラップと共にプレーニングに適した形状となる。
車体底部から取り込まれた水は、車体後部の2基のジェットポンプによって勢いつけられ、車体後部の左右2つの噴射口から噴射される。2,703馬力のディーゼルターボエンジンの力でウォータージェット2基が95万リットル/分の水を噴射し、35トンの「船体」は水面を滑るように進むプレーニングによって46km/h（24.8kt）の速度が達成される。水上航行ではディーゼルエンジンを過負荷状態で運転するために40km程度の短い距離でしか高速航行はできない。

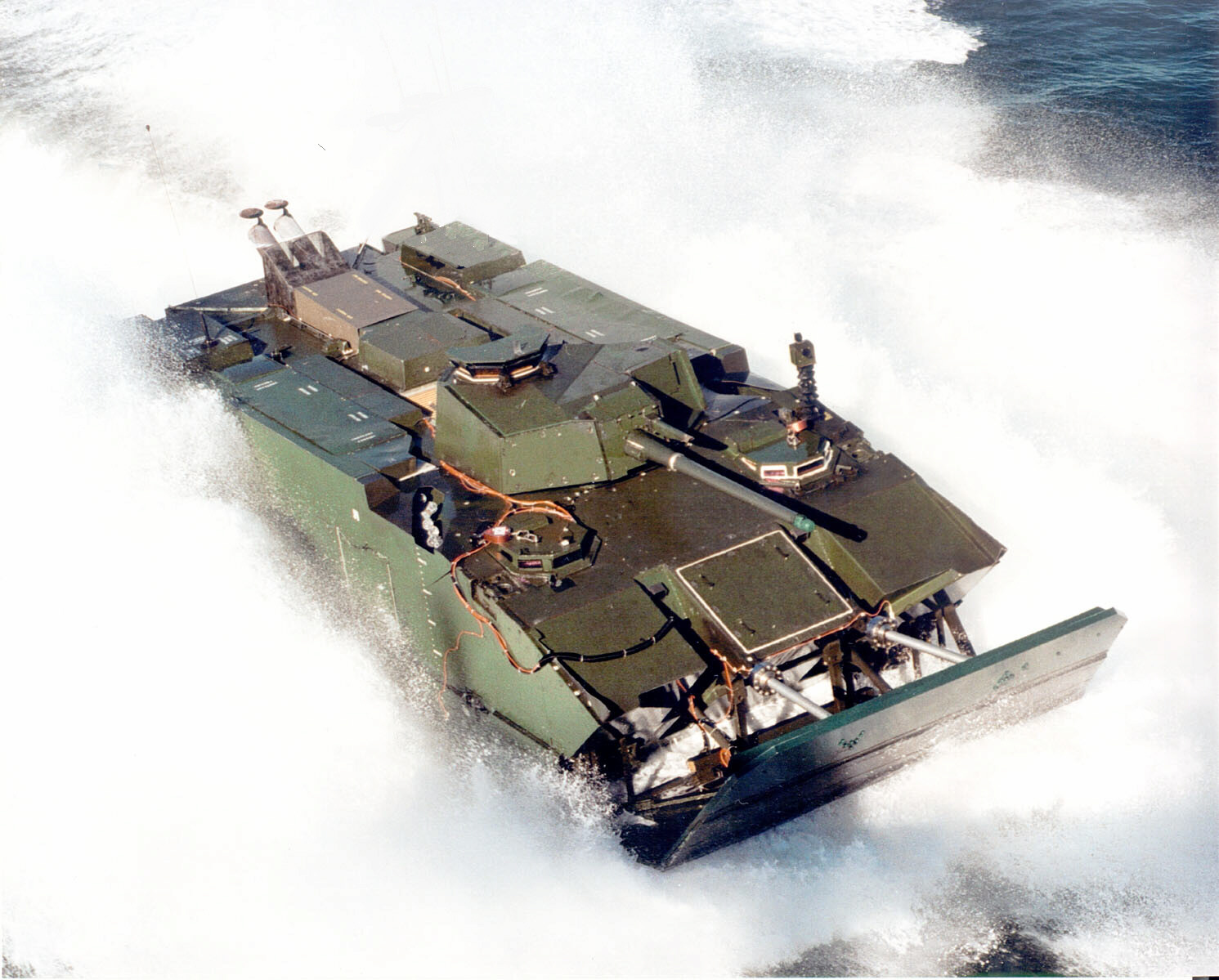
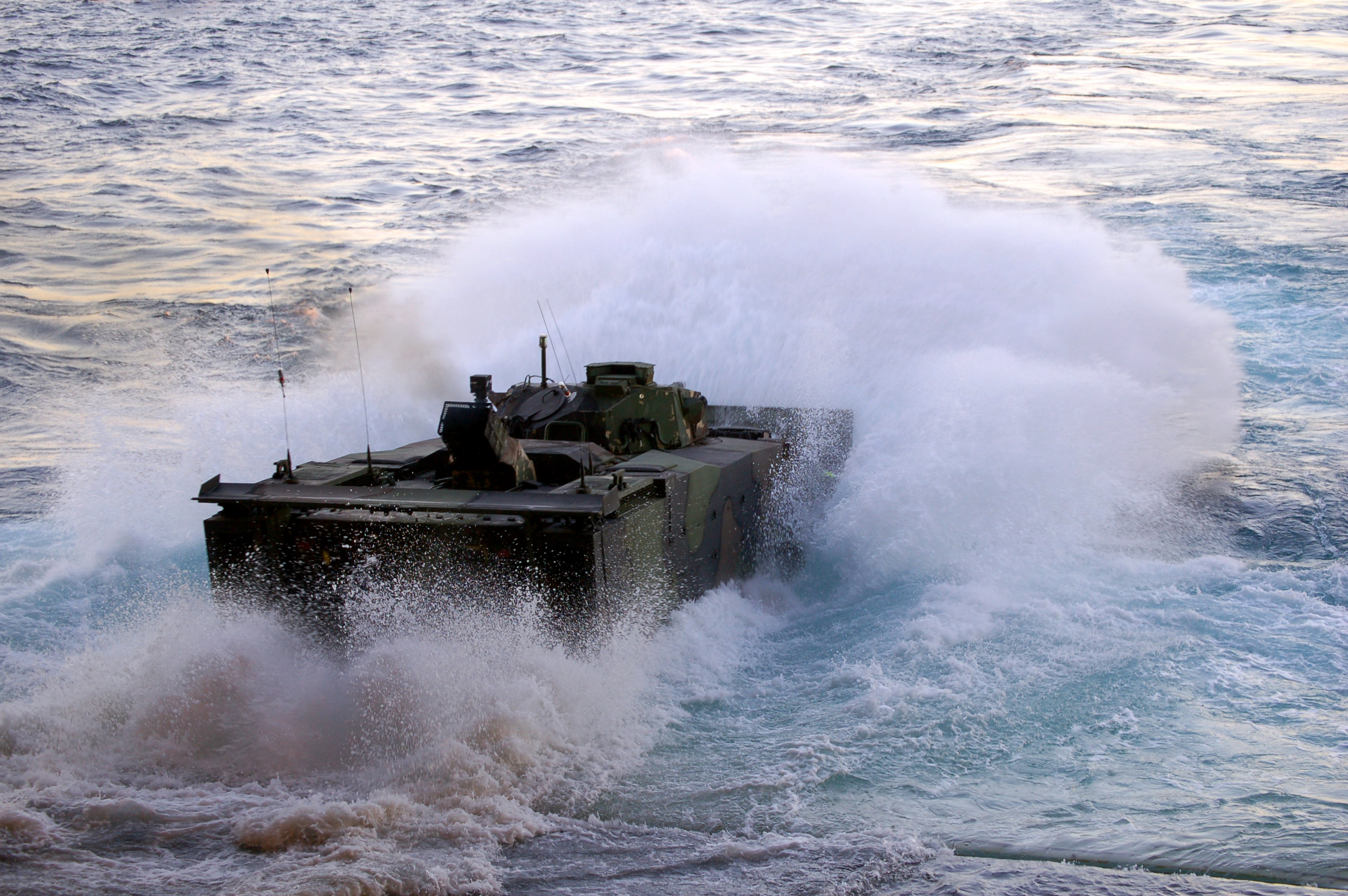
水上を航行するEFV

### 地上走行モード
水上航行モードの逆の手順によって地上走行モードへと移行する。この変換後は水上での推進力となったウォータージェットの取り入れ口がフラップによって閉じられるために、陸上へ上がるためにはその足がかりとなる海辺の底をキャタピラが上手く捕らえられる位置で変換を終えておく必要がある。タイミングを誤るとフラップを浅瀬にぶつけるか、いつまでもキャタピラによるごく低速で陸地に近づく航行を強いられる。
地上では851馬力の定常運転されたMTU MT883水冷ディーゼルエンジンとキャタピラによって最高速度72km/hで（海上40kmの後に）320kmの走行が可能となる。水上と地上のいずれのモード変更においても、車外での作業はもとより車内においてもボタン操作以外の作業は必要とされない。

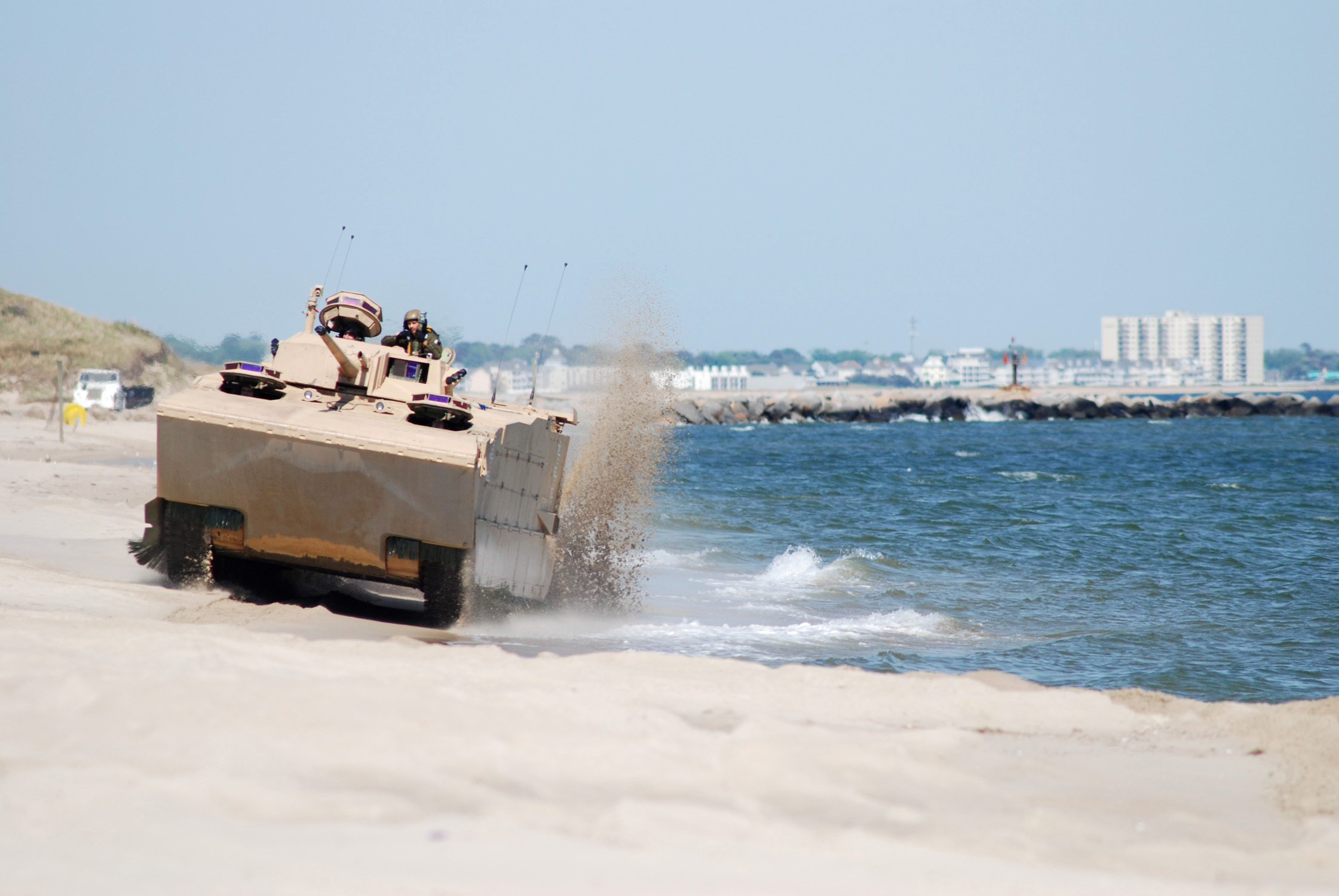
砂浜を走行するEFV
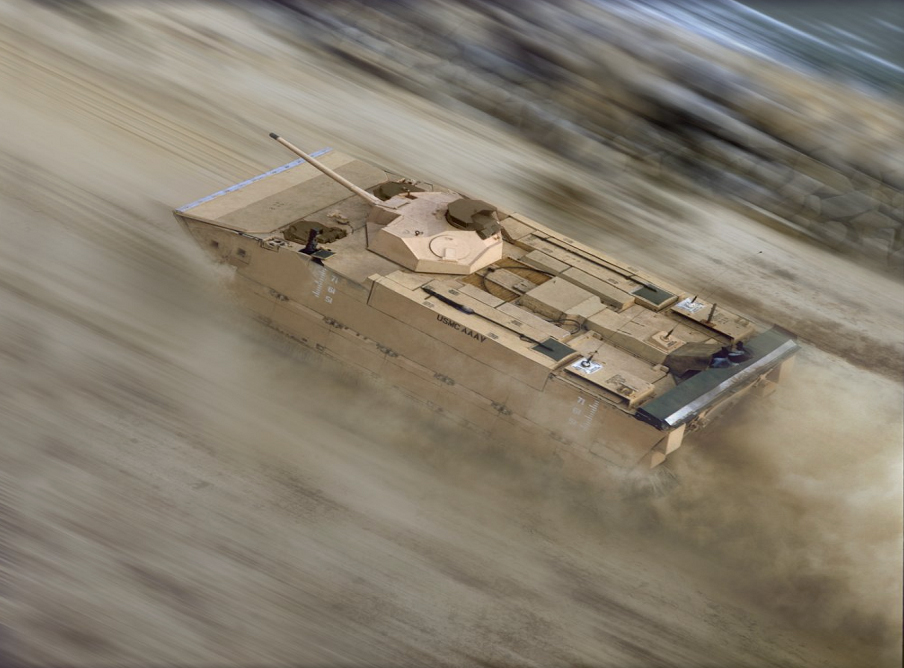
地上を走行するEFV

## 比較
|          | AAV7                              | BMP-3F                                                             | ZBD-05                                         | EFV                         | BvS10                               |
| -------- | --------------------------------- | ------------------------------------------------------------------ | ---------------------------------------------- | --------------------------- | ----------------------------------- |
| 画像     |                                   |                                                                    |                                                |                             |                                     |
| 全長     | 8.16 m                            | 7.14 m                                                             | 9.5 m                                          | 9.27 m                      | 7.6 m                               |
| 全幅     | 3.26 m                            | 3.23 m                                                             | 3.36 m                                         | 3.63 m                      | 2.34 m                              |
| 全高     | 3.31 m                            | 2.30 m                                                             | 3.04 m                                         | 3.31 m                      | 2.2 m（前方車両） 2.1 m（後方車両） |
| 重量     | 25.6 t                            | 23.0 t                                                             | 26.0 t                                         | 28.7 t                      | 5.0 t（前） 3.5 t（後）             |
| 最大出力 | 400 hp                            | 500 hp                                                             | 550 hp （水上時は1,475 hp）                    | 851 hp （水上時は2,703 hp） | 285 hp                              |
| 最高速度 | 72 km/h                           | 70 km/h                                                            | 65 km/h                                        | 72 km/h                     | 65 km/h                             |
| 水上速度 | 13 km/h                           | 10 km/h                                                            | 20-30 km/h                                     | 46 km/h                     | 5 km/h                              |
| 乗員数   | 3+25名                            | 3+7-9名                                                            | 3+8名                                          | 3+17名                      | 1+4名（前）、8名（後）              |
| 武装     | 40mm自動擲弾銃×1 12.7mm重機関銃×1 | 7.62mm機関銃×3 30mm機関砲×1 100mm低圧砲2A70×1 9M117ATM（砲発射式） | 30mm機関砲×1 紅箭73CATM発射機×2 7.62mm機関銃×1 | 30mm機関砲×1 7.62mm機関銃×1 | 12.7mm重機関銃×1                    |
| 備考     |                                   | 海軍歩兵仕様                                                       | 火力支援型などの 派生型が存在                  | 2011年開発中止              | Bv.206の海兵隊仕様 2両連結式        |